# Partido Anatolia
El Partido Anatolia (en turco: Anadolu Partisi, abreviado como AnaParti) fue un partido político turco liderado por Emine Ülker Tarhan. Fue fundado el 14 de noviembre de 2014, tras la renuncia de Tarhan del Partido Republicano del Pueblo (CHP) debido a su desilusión con el liderazgo de Kemal Kılıçdaroğlu. Su logotipo está compuesto de un sol naciente con un girasol, que representa tanto a Anatolia como Tracia. El nombre del partido estaba sujeto a una demanda legal realizada por el exdiputado Yılmaz Hastürk, quién afirmó que la ley de partidos políticos en Turquía prohibía a los partidos colocarse nombres que hacían referencia a zonas geográficas, a pesar de que anteriormente existió un partido llamado Partido Gran Anatolia, y no tuvo ninguna clase de inconvenientes ni demandas.
Tras un decepcionante resultado en las elecciones generales de junio de 2015 donde el partido obtuvo solamente el 0.06% de los votos, Tarhan tomó la decisión de boicotear las elecciones generales de noviembre de 2015 El rendimiento del partido en ambas elecciones provocó conflictos internos, que llevaron a los dirigentes a tomar la decisión de disolver el partido en diciembre de 2015.

## Línea política
El Partido Anatolia había sido descrito por Tarhan como laicista y progresista, a favor de un sistema judicial imparcial, democrático y unido. El partido fue creado como respuesta a los 12 años de gobierno del conservador Partido de la Justicia y el Desarrollo (AKP) y la inoperancia del CHP como partido de oposición. Entre los miembros fundadores del partido se encuentran una gama de intelectuales opositores, exmilitantes del CHP y también políticos que habían militado en el Partido de Izquierda Democrática (DSP) de tendencia centroizquierdista, y el Partido de la Madre Patria (ANAP), de tendencia conservadora. En marzo de 2015, se incorporaron dos partidos pequeños: el Partido por una Turquía sin Discapacidad, y la Plataforma de la Alianza Nacional.

## Contexto

### Ruptura con el CHP

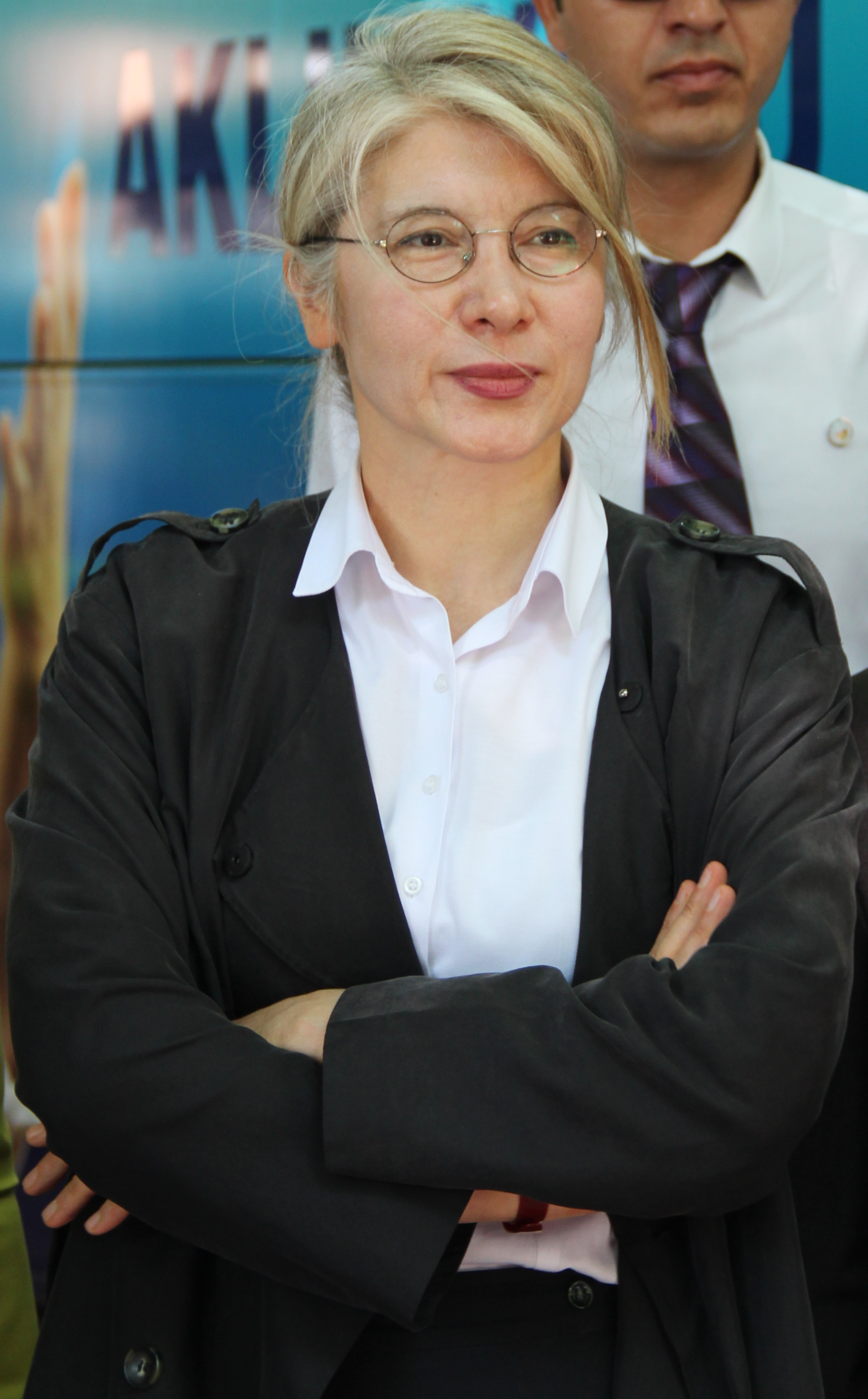
Emine Ülker Tarhan, fundadora y líder del Partido Anatolia

El Partido Republicano del Pueblo (CHP) han y continúan observando una división entre los kemalistas que se enfocan en el nacionalismo y el laicismo, y entre quienes son más tolerantes con las políticas no seculares y políticas de descentralización. Una nueva iniciativa encabezada por el líder del CHP, Kemal Kılıçdaroğlu condujo a la creación de un nuevo 'Nuevo CHP' (Yeni CHP, abreviado como YCHP), cuyo objetivo del partido se hallaba en ser atractivos para los kurdos que residían al sudeste del país. Esto llevó a que se generara rechazo por parte del ala nacionalista del partido, y la iniciativa del YCHP fue percibida como un fracaso, especialmente después de que surgieran muchas dudas sobre si el partido seguiría con los principios de Mustafa Kemal Atatürk y su postura en contra del Partido de los Trabajadores del Kurdistán.
Al ingresar al parlamento, tras las elecciones generales de 2011 como representante del CHP por Ankara, Emine Ülker Tarhan pertenecía al ala nacionalista del partido. Era vista por el CHP como una posible candidata presidencial para las elecciones presidenciales de 2014, pero Kılıçdaroğlu, en cambio, decidió nominar al exsecretario general de la Organización para la Cooperación Islámica, Ekmeleddin İhsanoğlu. Tras fuertes diferencias entre varios militantes del partido, Tarhan declaró que no se iba a postular al cargo. Varios diputados del CHP criticaron la elección de candidato, e incluso 6 de ellos decidieron apoyar la campaña presidencial de Trahan, a pesar de que ella ya había declinado la oferta. Las elecciones dieron por vencedor a Recep Tayyip Erdoğan en la primera vuelta con un 51.79% de los votos, mientras que İhsanoğlu obtuvo el 38.44% de los votos, a pesar de haber sido respaldado por 15 partidos de oposición, incluyendo el Partido de Acción Nacionalista (MHP).
Los bajos resultados electorales del CHP llevó a Tarhan, Muharrem İnce y Süheyl Batum a pedirle abiertamente a Kılıçdaroğlu, a que renunciara como dirigente del partido. Posteriormente, este convocó a una convención extraordinaria del partido, en donde el sistema de delegados del partido otorgaron la reelección de Kılıçdaroğlu como líder, en contra de su rival, Muharrem İnce. Esto llevó a una mayor desilusión dentro del partido, y Tarhan anunció su renuncia a la militancia del CHP el 31 de octubre de 2014. En su carta de renuncia, criticó la falta de posibles perspectivas electorales en las elecciones generales de junio de 2015, el egoísmo por parte de las campañas políticas y la incompetencia del partido como oposición.

### Miembros fundadores
El Partido Anatolia fue fundado el 14 de noviembre de 2014, conformado por Tarhan como líder y por 43 miembros del comité ejecutivo, quienes habían sido militantes del CHP, el Partido de Izquierda Democrática (DSP) y el Partido de la Madre Patria (ANAP). La lista completa puede ser vista a través de esta cita.
Su vicepresidente, Yunus Yunusoğlu declaró que sus intenciones no eran dividir los votos del CHP, sino que era ganar las elecciones de 2015.

## Rendimiento electoral
Una encuesta de opinión realizada por SONAR demostró que el partido iba a tener un sondeo del 8.04% de los votos sin causar un voto significativo dividido con el CHP. Se consideraba que, en caso de que la encuesta estuviese en lo cierto, la mayoría de este apoyo sería por parte de los votantes que no votaban. A pesar de esto, el partido poseía un sondeo inferior al 10% necesario para obtener un escaño en el parlamento, y las encuestas restantes demostraban de que el partido no poseían ninguna clase de apoyo sólido. En caso de que pudiesen superar el 10% en esas elecciones, estaría la posible idea de formar una triple alianza con el CHO y con el Partido de Acción Nacionalista (MHP). Sin embargo, el partido obtuvo solamente el 0.06% de los votos en el elecciones generales de junio de 2015, obteniendo el 15.º lugar dentro de los 20 partidos que disputaron las elecciones. Posteriormente, Tarhan perdió su escaño en el parlamento.

## Disolución
El partido fue disuelto el 21 de diciembre de 2015, después de constantes conflictos dentro del partido y tras obtener pésimos resultados electorales.